# Estação Parada Inglesa
A Estação Parada Inglesa é uma das estações da Linha 1–Azul do metrô da cidade brasileira de São Paulo.
Pertence ao plano de expansão norte da Linha 1, iniciado em 1996. Deveria denominar-se Estação Paulicéia, pelo projeto original da extensão ao norte do Metrô. Até 1965, em local muito próximo, funcionava a estação Parada Inglesa do Tramway da Cantareira, desativado no mesmo ano, que deu origem ao nome da estação.
Foi inaugurada em 29 de abril de 1998, juntamente com as estações Jardim São Paulo e Tucuruvi. O projeto da estação foi um dos premiados na V Bienal de Arquitetura de Buenos Aires, categoria Prêmio Especial Del Jurado.

## Localização
É a penúltima estação da Linha 1 no sentido norte. Localiza-se na Avenida Luís Dumont Vilares, 1721, uma avenida que mistura zonas residenciais e restaurantes. Fica no distrito do Tucuruvi, na zona norte da cidade de São Paulo. Ela está integrada a um pequeno terminal de ônibus, com destino a linhas locais, e mais uma para Mairiporã.

## Características
Trata-se de uma estação elevada a cerca de 10m do solo, com estrutura em concreto aparente, plataformas laterais e cobertura metálica, com 6.635m² de área construída. Possui saídas para a Rua Professor Marcondes Domingues e para a Avenida Luís Dumont Vilares (esquina com a Rua Inglesa), esta última, com acesso para portadores de deficiência. Conta também mezanino de distribuição abaixo das plataformas, além de integração com Terminal de Ônibus Urbano. 
Tem 6 635 metros quadrados de área construída e sua  capacidade é de 20 000 passageiros por hora, no horário de pico.

### Demanda média da estação
A média de entrada de passageiros nessa estação em 2013 foi de 19 000 passageiros por dia útil, sendo uma das menos movimentadas da Linha 1.